# Rue Linné (Bruxelles)
Pour les articles homonymes, voir Linné et Rue Linné.
La rue Linné (en néerlandais : Linnéstraat) est une rue bruxelloise qui commence sur la commune de Saint-Josse-ten-Noode boulevard Saint-Lazare et qui se termine sur la commune de Schaerbeek rue Dupont en passant par la rue de la Rivière et la rue de la Prairie.

## Histoire et description
La rue porte le nom d'un naturaliste suédois, fondateur de la systématique moderne,
Carl Linné, né à Råshult le 23 mai 1707 et décédé à Uppsala le 10 janvier 1778.
Plusieurs rues du quartier portent un nom qui fait référence au Jardin botanique tout proche.
La numérotation des habitations va de 35 à 121 pour le côté impair et de 28 à 138 pour le côté pair. La rue s'appelait précédemment rue Névraumont.
Plusieurs habitations comportent au rez-de-chaussée des "carrés" destinés à exercer le métier de la prostitution.

## Adresses notables
à Saint-Josse-ten-Noode :

- no 32 : restaurant Le Docteur
- no 82 : Meli